# Étrochey
 Étrochey  là một xã ở tỉnh Côte-d'Or trong vùng Bourgogne-Franche-Comté, phía đông nước Pháp. Xã Étrochey nằm ở khu vực có độ cao trung bình 200 mét trên mực nước biển.